# Martin Winter (Journalist)
Martin Winter (* 1948 in Aachen) ist ein deutscher Journalist und Sachbuchautor.

## Wirken
Winter arbeitete als Politikberater unter anderem in der Planungsabteilung des Bundeskanzleramtes und in der  Staatskanzlei in Düsseldorf. Ab 1986 berichtete er als Korrespondent für die Frankfurter Rundschau aus Bonn, Washington und Brüssel. Für seine Artikel über HIV und AIDS in der Zeitung wurde er 1988 mit dem Medienpreis der Deutschen AIDS-Stiftung ausgezeichnet. Von 2005 bis 2013 leitete er das Brüsseler Büro der Süddeutschen Zeitung und berichtete von dort vorrangig über die europäische Außen- und Sicherheitspolitik und die NATO. In der Zeit danach veröffentlichte Winter mehrere Sachbücher.

## Bücher
- Europa – Das Ende einer Illusion. Europa zwischen Anspruch, Wunsch und Wirklichkeit, Süddeutsche Zeitung Edition, München 2015, ISBN 9783864972973
- Macht Mensch Martin Schulz. Ein politisches Porträt, Süddeutsche Zeitung Edition, München 2017, ISBN 9783864974021
- China 2049. Wie Europa versagt, Süddeutsche Zeitung Edition, München 2019, ISBN 9783864975257[2]